# Орден Фиджи
Орден Фиджи (англ. Order of Fiji) — высшая государственная награда Фиджи. Орден учреждён 1 марта 1995 года, вручается гражданам Фиджи и иностранцам за заслуги перед Фиджи и человечеством в целом. Выделяются гражданское и военное подразделения ордена, всего существуют три степени ордена и медаль. Вручение осуществляет Президент Фиджи, который является Главным Компаньоном ордена. Бывшие президенты Фиджи также награждаются орденом Фиджи в степени Компаньона. С 20 декабря 2001 года орден Фиджи был наградой Содружества наций вплоть до исключения Фиджи 1 сентября 2009 года.

## Степени ордена
Орден Фиджи делится на военное и гражданское подразделения. Существуют три степени ордена и медаль с соответствующим сокращением:
- Компаньон (англ. Companion) — CF
- Офицер (англ. Officer) — OF
- Член (англ. Member) — MF
- Медаль (англ. Medal) — MOF

## Известные кавалеры ордена
- Фрэнк Мбаинимарама[5]
- Джеральд Баррак CBE (англ. Gerald Barrack)
- Илиеса Делана[англ.][6]
- Рату Сэр Камисесе Мара[1]
- Петеро Матака[англ.][6]
- Тони Филп[англ.][7]
- Сэр Пол Ривз[8]
- Бен Райан[англ.][9]
- Виджай Сингх[англ.]
- Крис Крэкнелл[англ.]

### Компаньоны
- Дэниел Фатиаки[англ.]
- Хосефа Илоило
- Камисесе Мара
- Епели Наилатикау
- Сатья Нандан[англ.]
- Джей Рам Редди[англ.]
- Фрэнк Хилтон OBE (англ. Frank Hilton)
- Бен Райан[англ.]
- Крис Крэкнелл[англ.]
- Майкл Сомаре[10]
- Драупади Мурму[11]

### Офицеры
- Джордж Конроте
- Ману Коровулавула[англ.]
- Хари Пунджа[англ.]
- Тауфа Вакатале[англ.]
- Джеремайа Ваканисау[англ.]